# NGC 1714
NGC 1714 je otvoreni skup u zviježđu Zlatnoj ribi. 

## Vanjske poveznice
- SEDS: NGC 1714